# Isotopen van rutherfordium
Het chemisch element rutherfordium (Rf), met een atoommassa van ongeveer 262 u, bezit geen stabiele isotopen en wordt dus geclassificeerd als radioactief element. De 15 radio-isotopen zijn onstabiel en hebben een relatief korte halfwaardetijd (de meeste minder dan een seconde). Van deze isotopen is het bestaan van 266Rf en 268Rf nog niet bevestigd.
In de natuur komt geen rutherfordium voor: alle isotopen zijn synthetisch bereid in een laboratorium. De eerste synthetische isotoop was 259Rf, in 1966.
De kortstlevende isotoop van rutherfordium is 254Rf, met een halfwaardetijd van ongeveer 23 microseconden. De langstlevende is 267Rf, met een halfwaardetijd van ongeveer 5 uur.

## Overzicht
| Nuclide | Z (p)             | N (n)             | Isotopische massa (u) | Halveringstijd | Radioactief verval                                                                     | Kernspin |
| Nuclide | Excitatie-energie | Excitatie-energie | Excitatie-energie     | Halveringstijd | Radioactief verval                                                                     | Kernspin |
| ------- | ----------------- | ----------------- | --------------------- | -------------- | -------------------------------------------------------------------------------------- | -------- |
| 253Rf   | 104               | 149               | 253,10069(49)         | 13(5) ms       | SS (51%)                                                                               | (7/2+)   |
| 253Rf   | 104               | 149               | 253,10069(49)         | 13(5) ms       | {\displaystyle {\ce {{^{253}_{104}Rf}->{^{249}_{102}No}+\,_{2}^{4}\alpha }}} (49%)     | (7/2+)   |
| 253mRf  | 200(150) keV      | 200(150) keV      | 200(150) keV          | 52(14) µs      |                                                                                        | (1/2−)   |
| 254Rf   | 104               | 150               | 254,10018(31)         | 23(3) µs       | SS (99,7%)                                                                             | 0+       |
| 254Rf   | 104               | 150               | 254,10018(31)         | 23(3) µs       | {\displaystyle {\ce {{^{254}_{104}Rf}->{^{250}_{102}No}+\,_{2}^{4}\alpha }}} (0,3%)    | 0+       |
| 255Rf   | 104               | 151               | 255,10134(19)         | 1,64(11) s     | SS (52%)                                                                               | (9/2−)   |
| 255Rf   | 104               | 151               | 255,10134(19)         | 1,64(11) s     | {\displaystyle {\ce {{^{255}_{104}Rf}->{^{251}_{102}No}+\,_{2}^{4}\alpha }}} (48%)     | (9/2−)   |
| 256Rf   | 104               | 152               | 256,101166(26)        | 6,45(14) ms    | SS (96%)                                                                               | 0+       |
| 256Rf   | 104               | 152               | 256,101166(26)        | 6,45(14) ms    | {\displaystyle {\ce {{^{256}_{104}Rf}->{^{252}_{102}No}+\,_{2}^{4}\alpha }}} (6%)      | 0+       |
| 257Rf   | 104               | 153               | 257,10299(11)         | 4,7(3) s       | {\displaystyle {\ce {{^{257}_{104}Rf}->{^{253}_{102}No}+\,_{2}^{4}\alpha }}} (79%)     | (1/2+)   |
| 257Rf   | 104               | 153               | 257,10299(11)         | 4,7(3) s       | {\displaystyle {\ce {{^{257}_{104}Rf}->{^{257}_{103}Lr}+{e^{+}}+{\nu }_{e}}}}          | (1/2+)   |
| 257Rf   | 104               | 153               | 257,10299(11)         | 4,7(3) s       | SS (2,4%)                                                                              | (1/2+)   |
| 257mRf  | 114(17) keV       | 114(17) keV       | 114(17) keV           | 3,9(4) s       |                                                                                        | (11/2−)  |
| 258Rf   | 104               | 154               | 258,10349(22)         | 12(2) ms       | SS (87%)                                                                               | 0+       |
| 258Rf   | 104               | 154               | 258,10349(22)         | 12(2) ms       | {\displaystyle {\ce {{^{258}_{104}Rf}->{^{254}_{102}No}+\,_{2}^{4}\alpha }}} (13%)     | 0+       |
| 259Rf   | 104               | 155               | 259,10564(8)          | 2,8(4) s       | {\displaystyle {\ce {{^{259}_{104}Rf}->{^{255}_{102}No}+\,_{2}^{4}\alpha }}} (93%)     | 7/2+     |
| 259Rf   | 104               | 155               | 259,10564(8)          | 2,8(4) s       | SS (7%)                                                                                | 7/2+     |
| 259Rf   | 104               | 155               | 259,10564(8)          | 2,8(4) s       | {\displaystyle {\ce {{^{259}_{104}Rf}->{^{259}_{103}Lr}+{e^{+}}+{\nu }_{e}}}}          | 7/2+     |
| 260Rf   | 104               | 156               | 260,10644(22)         | 21(1) ms       | SS (98%)                                                                               | 0+       |
| 260Rf   | 104               | 156               | 260,10644(22)         | 21(1) ms       | {\displaystyle {\ce {{^{260}_{104}Rf}->{^{256}_{102}No}+\,_{2}^{4}\alpha }}} (2%)      | 0+       |
| 261Rf   | 104               | 157               | 261,10877(3)          | 5,5(25) s      | {\displaystyle {\ce {{^{261}_{104}Rf}->{^{257}_{102}No}+\,_{2}^{4}\alpha }}} (76%)     | 3/2+     |
| 261Rf   | 104               | 157               | 261,10877(3)          | 5,5(25) s      | {\displaystyle {\ce {{^{261}_{104}Rf}->{^{261}_{103}Lr}+{e^{+}}+{\nu }_{e}}}} (14%)    | 3/2+     |
| 261Rf   | 104               | 157               | 261,10877(3)          | 5,5(25) s      | SS (10%)                                                                               | 3/2+     |
| 261mRf  | 70(100) keV       | 70(100) keV       | 70(100) keV           | 81(9) s        | {\displaystyle {\ce {{^{261}_{104}Rf}->{^{261}_{105}Db}+{e^{-}}+{\bar {\nu }}_{e}}}}   | 9/2+     |
| 261mRf  | 70(100) keV       | 70(100) keV       | 70(100) keV           | 81(9) s        | {\displaystyle {\ce {{^{261m}_{104}Rf}->{^{257}_{102}No}+\,_{2}^{4}\alpha }}} (zelden) | 9/2+     |
| 262Rf   | 104               | 158               | 262,10993(30)         | 2,3(4) s       | SS (99,2%)                                                                             | 0+       |
| 262Rf   | 104               | 158               | 262,10993(30)         | 2,3(4) s       | {\displaystyle {\ce {{^{262}_{104}Rf}->{^{258}_{102}No}+\,_{2}^{4}\alpha }}} (0,8%)    | 0+       |
| 262mRf  | 600(400) keV      | 600(400) keV      | 600(400) keV          | 47(5) ms       | SS                                                                                     |          |
| 263Rf   | 104               | 159               | 263,11255(20)         | 11(3) min      | SS (70%)                                                                               | 3/2+     |
| 263Rf   | 104               | 159               | 263,11255(20)         | 11(3) min      | {\displaystyle {\ce {{^{263}_{104}Rf}->{^{259}_{102}No}+\,_{2}^{4}\alpha }}} (30%)     | 3/2+     |
| 265Rf   | 104               | 161               |                       | 2,5 min        | SS                                                                                     |          |
| 266Rf   | 104               | 162               | 266,11796(58)         | 10 uur         |                                                                                        | 0+       |
| 267Rf   | 104               | 163               | 267,12153(62)         | 5 uur          | SS                                                                                     |          |
| 268Rf   | 104               | 164               | 268,12364(76)         | 1 uur          |                                                                                        | 0+       |

## Overzicht van isotopen per element
|             | 1           |             |                                              |                                              |                                              |                                              |                                              |                                              |                                              |                                              |                                              |                                              |    |    |    |    |    | 18 |
| 1           | H           | 2           | Periodiek systeem                            | Periodiek systeem                            | Periodiek systeem                            | Periodiek systeem                            | Periodiek systeem                            | Periodiek systeem                            | Periodiek systeem                            | Periodiek systeem                            | Periodiek systeem                            | Periodiek systeem                            | 13 | 14 | 15 | 16 | 17 | He |
| 2           | Li          | Be          | De links verwijzen naar isotopen per element | De links verwijzen naar isotopen per element | De links verwijzen naar isotopen per element | De links verwijzen naar isotopen per element | De links verwijzen naar isotopen per element | De links verwijzen naar isotopen per element | De links verwijzen naar isotopen per element | De links verwijzen naar isotopen per element | De links verwijzen naar isotopen per element | De links verwijzen naar isotopen per element | B  | C  | N  | O  | F  | Ne |
| 3           | Na          | Mg          | 3                                            | 4                                            | 5                                            | 6                                            | 7                                            | 8                                            | 9                                            | 10                                           | 11                                           | 12                                           | Al | Si | P  | S  | Cl | Ar |
| 4           | K           | Ca          | Sc                                           | Ti                                           | V                                            | Cr                                           | Mn                                           | Fe                                           | Co                                           | Ni                                           | Cu                                           | Zn                                           | Ga | Ge | As | Se | Br | Kr |
| 5           | Rb          | Sr          | Y                                            | Zr                                           | Nb                                           | Mo                                           | Tc                                           | Ru                                           | Rh                                           | Pd                                           | Ag                                           | Cd                                           | In | Sn | Sb | Te | I  | Xe |
| 6           | Cs          | Ba          | ↓                                            | Hf                                           | Ta                                           | W                                            | Re                                           | Os                                           | Ir                                           | Pt                                           | Au                                           | Hg                                           | Tl | Pb | Bi | Po | At | Rn |
| 7           | Fr          | Ra          | ↓↓                                           | Rf                                           | Db                                           | Sg                                           | Bh                                           | Hs                                           | Mt                                           | Ds                                           | Rg                                           | Cn                                           | Nh | Fl | Mc | Lv | Ts | Og |
|             |             |             |                                              |                                              |                                              |                                              |                                              |                                              |                                              |                                              |                                              |                                              |    |    |    |    |    |    |
| Lanthaniden | Lanthaniden | Lanthaniden | La                                           | Ce                                           | Pr                                           | Nd                                           | Pm                                           | Sm                                           | Eu                                           | Gd                                           | Tb                                           | Dy                                           | Ho | Er | Tm | Yb | Lu |    |
| Actiniden   | Actiniden   | Actiniden   | Ac                                           | Th                                           | Pa                                           | U                                            | Np                                           | Pu                                           | Am                                           | Cm                                           | Bk                                           | Cf                                           | Es | Fm | Md | No | Lr |    |

253Rf · 253mRf · 254Rf · 255Rf · 256Rf · 257Rf · 257mRf · 258Rf · 259Rf · 260Rf · 261Rf · 261mRf · 262Rf · 262mRf · 263Rf · 264Rf · 265Rf · 266Rf · 267Rf · 268Rf